# Mercator (nave 1932)

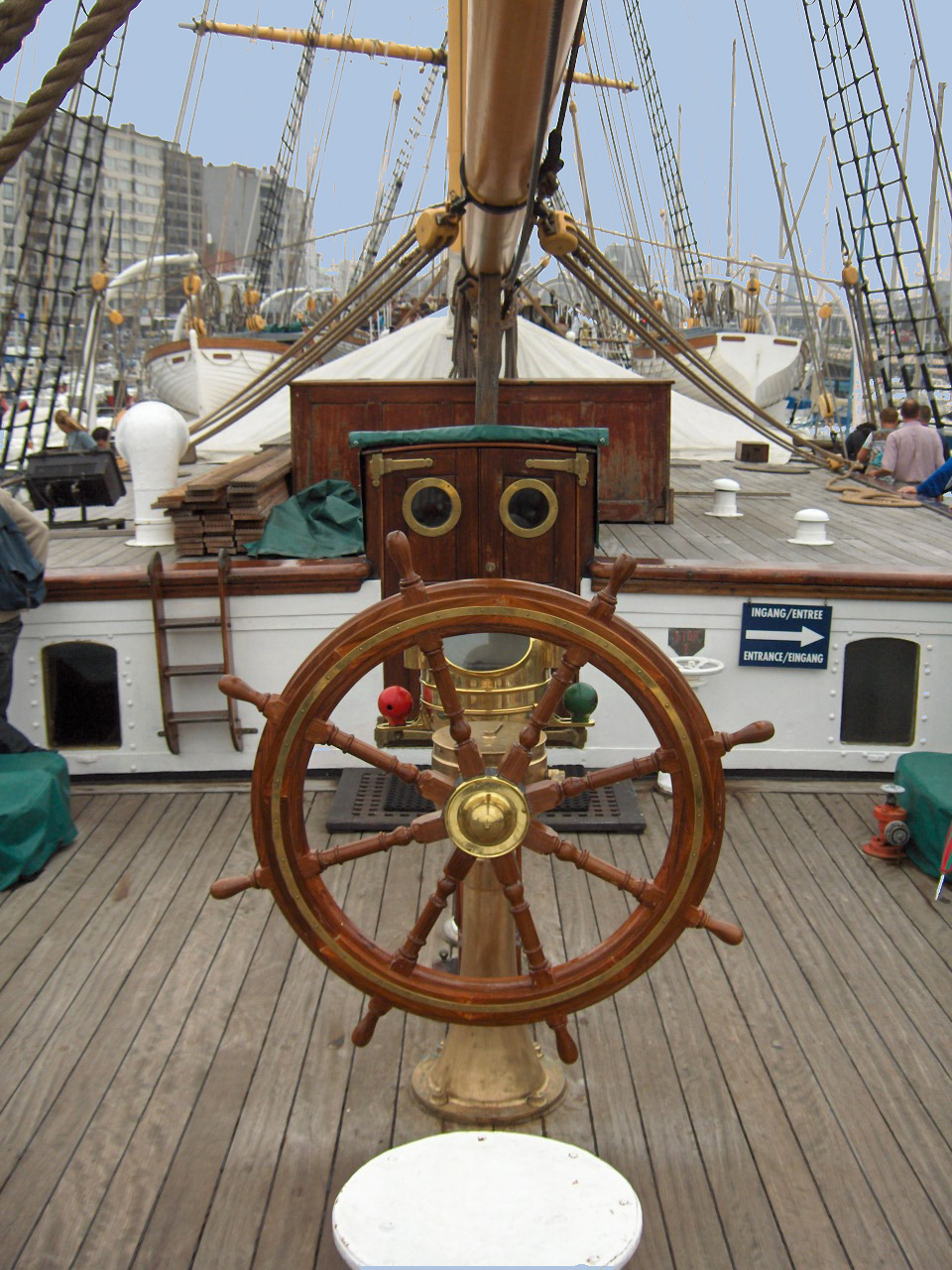
Timone della Mercator

La Mercator è una goletta ed ex-nave scuola della marina mercantile belga, in servizio dal 1932 al 1961 ed ora ancorata come nave museo nel porto turistico di Ostenda.  Prende il suo nome dal geografo Gerardo Mercatore.

## Caratteristiche
La Mercator pesa 778,86 tonnellate e ha una superficie di circa 1.500 m². La sua larghezza massima è di 11,09 metri e la sua profondità è di 4,50 metri.
È dotata di 15 vele e può viaggiare fino ad una velocità massima di 13 nodi.

## Storia
La nave fu progettata dall'esploratore Adrien de Gerlache  e costruita in Scozia.  .
Dal 3 ottobre 1934 al 21 maggio 1935 la Mercator affrontò uno dei suoi viaggi più significativi, durante il quale l'isola di Pasqua.
Nel 1936, spettò alla Mercator l'onore di riportare in Belgio la salma di padre Damiano de Veuster. (morto nel 1889 alle Hawaii). 
|  |

Poco prima dell'inizio della seconda guerra mondiale, la Mercator fu requisita dalle truppe britanniche per le loro missioni in mare.
La nave fu quindi sottoposta ad un restyling all'inizio degli anni cinquanta prima di rientrare nuovamente in servizio.
Tra le imprese successive della Mercator, si segnala la vittoria nella regata Oslo-Ostenda nel 1960.. Nel 1956 la Mercator aveva partecipato alla prima regata internazionale per le navi alte Torbay-Lisbona.
La Mercator andò in "pensione" nel 1961 al termine del 41º viaggio.
Nel 1964, la Mercator trovò stabilmente posto nel porto di Ostenda.
La Mercator fu provvisoriamente spostata da questa location tra il 2015 e il 2016 per lavori di ristrutturazione.

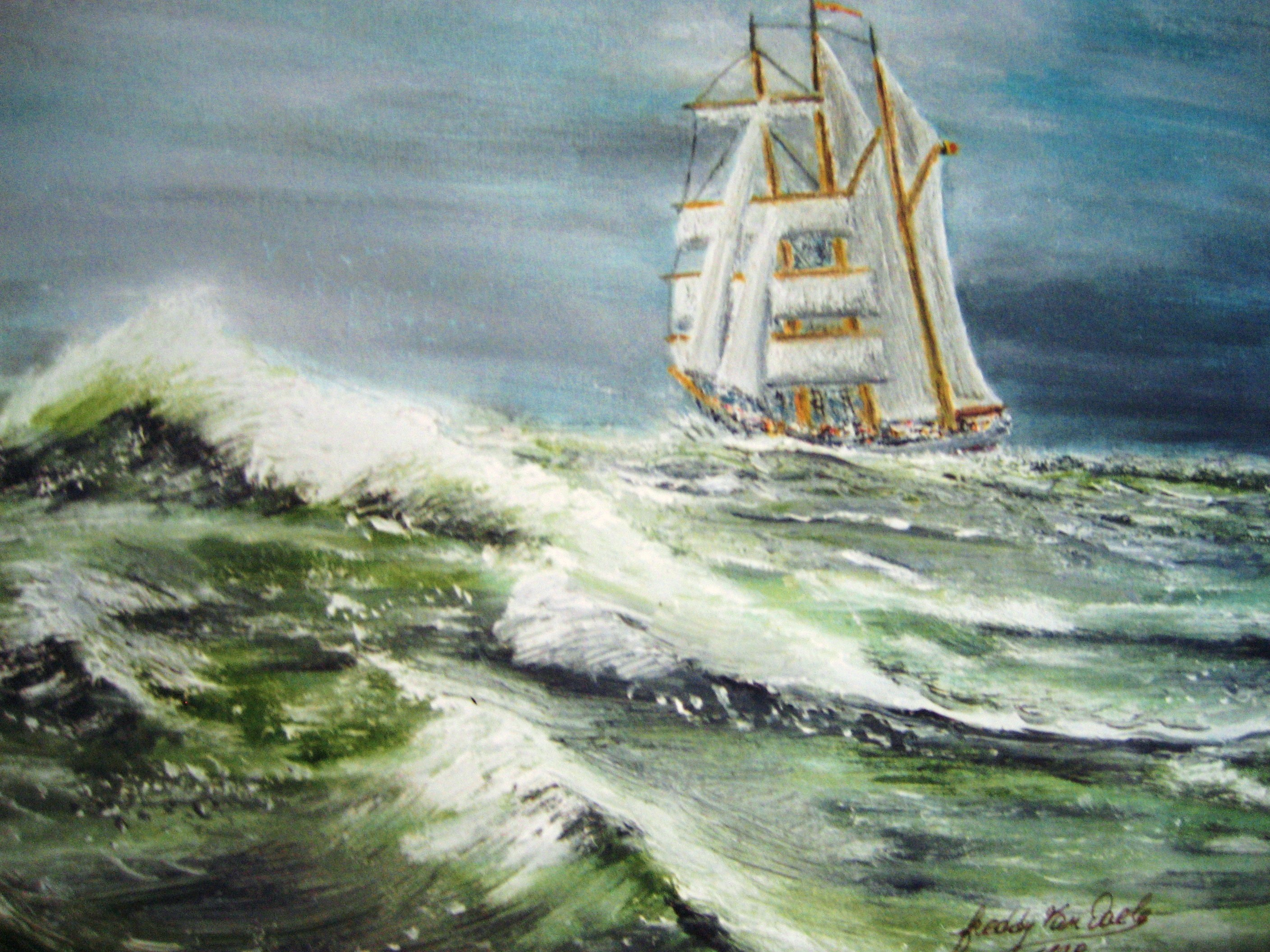
La Mercator dipinta da Freddy Van Daele di Hosdent, cadet a bordo nel 1956